# محمد مزالي
محمد مزالي (23 ديسمبر 1925 - 23 يونيو 2010)، سياسي تونسي شغل منصب الوزير الأول بين 1980 و1986.

## تكوينه
ولد في مدينة المنستير يوم الأربعاء 4 ربيع الأول 1344 هـ الموافق 23 ديسمبر 1925، وبها زاول تعلمه الابتدائي ثم انتقل إلى تونس العاصمة حيث تلقى تعليمه الثانوي بالمدرسة الصادقية، إلى أن أحرز على الباكالوريا وتوجه بعد ذلك إلى فرنسا لمواصلة تعليمه العالي وقد تخصص في دراسة الفلسفة بباريس.

## صاحب الفكر
عاد في بداية الخمسينات إلى تونس ليدرّس بالمدرسة الصادقية. وفي سنة 1955 أصدر مجلة الفكر التي استمر وجودها إلى سنة 1986. وقد شاركه فيها البشير بن سلامة. ودافع فيها على بعض المبادئ المتعلقة بالأصالة والتعريب. كما أن مجلة الفكر كانت مفتوحة أمام باحثين وأدباء من مختلف التيارات الفكرية والإيديولوجية. وقد استطاع أن يكسب ثقة الأدباء الذين انتخبوه رئيسا لاتحاد الكتاب التونسيين عند إنشائه.

## صاحب الدولة
التحق محمد مزالي منذ بداية الاستقلال بهياكل الدولة الوطنية الحديثة، وقد ألحق بديوان وزير المعارف الأمين الشابي، وفي سنة 1959 سمي مديرا عاما لإدارة الشباب والرياضة، وفي سنة 1964 عين مديرا لمؤسسة الإذاعة والتلفزة التونسية وفي عهده تم بعث التلفزة التونسية.[[ملف:Mzali bourguiba 84.jpg|تصغير|300 بك|مزالي مع الرئيس بورقيبة في جوان 1984 ثم شغل بداية من سنة 1968 عدة مناصب وزارية أولاها وزارة الدفاع (1968-1969) ثم الشباب والرياضة (1969-1970) فالتربية القومية لثلاث مرات متوالية بين 1970 و 1980 تخللتها وزارة الصحة العمومية بين 1973 و1976. وفي سنة 1980 تولى الوزارة الأولى خلفا للهادي نويرة. واستمر في منصبه إلى أن تم عزله من قبل بورقيبة في جويلية 1986 وحوكم بتهم تتعلق بالفساد وسوء الإدارة، تهم قال عنها أنها ملفقة. استطاع الفرار إلى الجزائر قبل صدور الحكم. عاد إلى تونس سنة 2002 بعد إلغاء الأحكام ضده.

## صاحب الرياضة
إضافة لتوليه وزارة الشباب والرياضة ترأس مزالي اللجنة الوطنية الأولمبية التونسية بين 1962 و1986 والجامعة التونسية لكرة القدم بين 1962 و1963 كما شغل بين 1976 و 1980 منصب نائب رئيس اللجنة الأولمبية الدولية التي تمتع بعضويتها مدى الحياة.

## حياته الخاصة
تزوج محمد مزالي من فتحية مزالي ولدت المختار، وأنجب منها ستة أبناء. وقد تولت رئاسة الاتحاد القومي النسائي التونسي، ووزارة العائلة والنهوض بالمرأة في عهد توليه الوزارة الأولى (1983-1986).
توفي محمد مزالي بأحد مستشفيات باريس يوم 23 جوان 2010 في عمر يناهز 84 سنة، ودفن يوم 25 من نفس الشهر بمدينة المنستير.

## مقالات ذات صلة
- قائمة الوزراء الأولين (تونس)

## روابط خارجية
- محمد مزالي على موقع الموسوعة البريطانية (الإنجليزية)
- محمد مزالي على موقع مونزينجر (الألمانية)
- محمد مزالي على موقع أوليمبيديا (الإنجليزية)

| سبقه الهادي نويرة | وزير أول للجمهورية التونسية أفريل/نيسان 1980 - جويلية/تموز 1986 | تبعه رشيد صفر |